# Team LH-DT
Team LH-DT er et holdfællesskab indenfor herrehåndbold mellem de to vestsjællandske håndboldklubber, Løve-Høng Håndbold (stiftet 1. august 1975) og Dianalund/Tersløse Håndboldklub (stiftet 1. april 1990). Holdfællesskabet har hjemmehørende i de to byer, Høng (Kalundborg Kommune) og Dianalund (Sorø Kommune). Selvom samarbejdet først blev officielt 1. august 2005, så startede de to moderklubber dog allerede spillerudvekslingen i august 2004. 1. holdet startede i serie 1, mens 2. holdet spillede i serie 2. Holdfællesskabet Team LH-DT blev officielt opløst 17. september 2008.

## Generel info
| Fulde navn  | Team LH-DT, Vestsjælland                                       |
| Klubnummer  | 596200                                                         |
| Forbund     | Sjællands Håndbold Forbund (SHF)                               |
| Stiftet     | 1. august 2005                                                 |
| Opløst      | 17. september 2008                                             |
| Hjemmebaner | Høng-hallen / Holberg-hallen                                   |
| Formand     | Tom G. Grønbæk (f. 13. marts 1955)                             |
| Cheftræner  | Bent E. Jensen (f. 30. august 1951)                            |
| Ass. træner | Christian Cramer                                               |
| Holdleder   | Mogens Kraul                                                   |
| Række       | 3. division, pulje 05                                          |
| Hjemmeside  | www.team-lhdt.dk Arkiveret 22. januar 2008 hos Wayback Machine |

### Nuværende spillertrup
Klubbens spillertrup omfatter følgende håndboldspillere:
| 1  | Danmark | Rico Jørgensen              |
| 2  | Danmark | Cristian Cramer             |
| 3  | Danmark | Flemming Hermansholm        |
| 4  | Danmark | Rene Jørgensen              |
| 5  | Danmark | Jacob V. Larsen             |
| 7  | Danmark | Morten W. N. Andersen       |
| 9  | Danmark | Carsten Fisker Christiansen |
| 14 | Danmark | Allan Holst                 |
| 15 | Danmark | Lars Hansen                 |

| 16 | Danmark | Nicolaj Bredahl Jørgensen |
| 17 | Danmark | Casper Solander           |
| 18 | Danmark | Thomas D. V. Larsen       |
| 19 | Danmark | Karsten Valbjørn          |
| 20 | Danmark | Kim "Baas" Madsen         |
| 23 | Danmark | Troels Kofoed             |
| 25 | Danmark | Simon Larsen              |
| 26 | Danmark | Jan Rønne                 |
| 27 | Danmark | Lars Jensen               |

| 28 | Danmark | Nikolaj Brøgger      |
| 29 | Danmark | Martin "H" Hansen    |
| 31 | Danmark | John Andersson       |
| 32 | Danmark | Mads Wellendorff     |
| 33 | Danmark | Christoffer Solander |
| 34 | Danmark | Mikael Jørgensen     |
| 37 | Danmark | Bjørn Bech           |
| 39 | Danmark | Benjamin Søndergaard |
| 41 | Danmark | Brian Westi          |

## Rækker / placeringer
2008/2009: 3. division = ?. plads

2007/2008: 3. division = 9. plads
- Vinder af EM for KFUM-landshold

2006/2007: Sjællandsserien = 2. plads
- Vinder af SHF's Serie Cup, række 1

2005/2006: Sjællandsserien = 6. plads

2004/2005: Serie 1 = 1. plads
- Vinder af sjællandsmesterskabet for serie 1-hold

## Statistik
Flest scoringer:
- Thomas D. V. Larsen (f. 9. juli 1981), højre back 
538 scoringer, heraf 51 på straffekast / 70 kampe

- Jacob V. Larsen (f. 16. oktober 1976), venstre back
286 scoringer, heraf 19 på straffekast / 49 kampe

Flest kampe:
- Morten W. N. Andersen (f. 1. december 1982), playmaker
91 kampe / 270 scoringer, heraf 131 på straffekast

- Rico K. Jørgensen (f. 13. november 1982), målvogter
88 kampe / 3 scoringer, heraf 1 på straffekast

Generelt:
- 93 officielle kampe, fordelt på 55 vundne, 9 uafgjorte og 29 nederlag
- 2638 scoringer, heraf 214 på straffekast

## Eksterne link
- Hjemmeside for Team LH-DT Arkiveret 22. januar 2008 hos  Wayback Machine
- Hjemmeside Arkiveret 27. december 2018 hos  Wayback Machine for Løve-Høng Håndbold
- Hjemmeside Arkiveret 21. oktober 2020 hos  Wayback Machine for Dianalund/Tersløse Håndboldklub